# Cotton Valley
Cotton Valley è un comune degli Stati Uniti d'America, situato nello Stato della Louisiana, in particolare nella parrocchia di Webster.